# Robert Maillart
Robert Maillart (1872-1940) là một kĩ sư xây dựng người Thụy Sĩ,người đã cách mạng nền xây dựng dựa trên bê tông cốt thép. Ông là tác giả thiết kế của nhiều cây cầu bê tông nổi tiếng ở Thụy Sĩ như Cầu Salginatobel, Cầu Tavanasa hay cầu Schwandbach còn vận hành tới ngày nay. Các kĩ thuật do ông phát triển đã tiết giảm đáng kể khối lượng bê tông sử dụng so với kết cấu phổ biến đầu thế kỷ 20 và đem lại những thiết kế thanh thoát hơn, giàu tính thẩm mĩ hơn. Khi ông còn sống các cách tân này không được đánh giá cao rộng rãi, ngay cả trong giới chuyên môn. Từ khoảng những năm 1970 những ý tưởng của Maillart mới được công nhận rộng rãi và phổ biến trên thế giới, chẳng hạn thiết kế đáy cầu dạng hộp đã trở thành kinh điển cho các cầu bê tông hiện đại.

## Thời trẻ
Robert Maillart sinh ra ở Berne, Thụy Sĩ. Ông đã theo học Viện Công nghệ Liên bang Zurich. Maillart đã không nổi trội trong học tập lý thuyết, nhưng hiểu sự cần thiết phải thực hiện các giả định và hình dung khi phân tích một cấu trúc. Một phương pháp truyền thống trước những năm 1900 là sử dụng hình dạng có thể được phân tích một cách dễ dàng bằng cách sử dụng toán học.
Viêc lạm dụng toán học này khiến Maillart thấy khó chịu, do ông rất thích tránh và sử dụng nhận thức thông thường để dự đoán hiệu suất quy mô đầy đủ. Ngoài ra, ông ta hiếm khi được thử nghiệm cầu của mình trước khi xây dựng, chỉ sau khi hoàn thành, ông sẽ xác minh các cây cầu là phù hợp. Ông thường được thử nghiệm cầu của mình bằng cách đi qua chúng. Thái độ đối với thiết kế và xây dựng cây cầu này là những gì mang đến cho ông thiết kế sáng tạo của ông.

## Sự nghiệp
Maillart trở về Bern để làm việc trong ba năm với pumpin Herzog (1894-1896). Ông đã tiếp theo làm việc hai năm với thành phố Zurich, sau đó cho một vài năm với một công ty tư nhân.
Đến năm 1902, Maillart thành lập công ty riêng của mình, Maillart & Cie. Năm 1912 ông chuyển gia đình của mình sang Nga trong khi ông quản lý xây dựng các dự án lớn cho các nhà máy lớn và các nhà kho ở Kharkov, Riga và Saint Petersburg, do Nga lúc đó đàng quá trình công nghiệp hóa, với sự giúp đỡ của các khoản đầu tư Thụy Sĩ. Không biết gì về sự bùng nổ của thế chiến I, Maillart và gia đình đã bị bắt giữ trong quốc gia này. Năm 1916, vợ ông qua đời, và vào năm 1917 cuộc Cách mạng Cộng sản và quốc hữu tài sản khiến ông mất các dự án và trái phiếu của mình. Khi Maillart goá vợ và ba đứa con trở về Thụy Sĩ, ông không còn một xu dính túi và ngập trong nợ nần ngân hàng Thụy Sĩ. Sau đó ông đã phải làm việc cho các công ty khác, nhưng những thiết kế tốt nhất của ông vẫn còn tới. Năm 1920, ông chuyển đến một văn phòng kỹ thuật ở Geneva, mà sau này có văn phòng ở Bern và Zurich.